# Antonino Votto
Antonino Votto (* 30. Oktober 1896 in Piacenza; † 9. September 1985 in Mailand) war ein italienischer Opern-Dirigent, der lange an der Mailänder Scala wirkte.

## Leben und Wirken
Votto studierte Klavier bei Alessandro Longo und Komposition bei Camillo de Nardis in Neapel. 1919 hatte er seinen ersten Auftritt als Pianist in Triest, wo er auch gleichzeitig Professor am Konservatorium wurde. 1919 wechselte er als Professor ans Konservatorium von Mailand (bis 1921), wo er auch Korrepetitor an der Mailänder Scala bei Arturo Toscanini war. 1923 hatte er sein Debüt als Dirigent mit Manon Lescaut von Giacomo Puccini an der Scala, und 1924 hatte er sein Debüt am Royal Opera House Covent Garden mit Puccinis Madame Butterfly und Pagliacci von Leoncavallo. 1925 wurde er 2. Kapellmeister der Scala (unter Toscanini als Musikdirektor) und 1929 1. Kapellmeister in Triest.
Ab 1948 war er 1. Kapellmeister der Scala (während Victor de Sabata die musikalische Leitung hatte). In den 1950er-Jahren entstanden dort unter Vottos Dirigat zahlreiche teils klassische Aufnahmen mit Maria Callas für EMI, wie Puccinis La Bohème 1956, Verdis Maskenball 1956, Bellinis La sonnambula 1957, Ponchiellis La Gioconda 1959. Sein Debüt in den USA hatte er 1960 in Chicago mit Aida und Don Carlos. Er dirigierte bis 1967 an der Scala.
Votto unterrichtete 1941 bis 1967 am Conservatorio Giuseppe Verdi in Mailand, wo u. a. Guido Cantelli, Claudio Abbado und Riccardo Muti seine Schüler waren. Die beiden letzteren hatten die musikalische Leitung der Scala nacheinander von 1971 bis 2005, sodass die „Votto-Schule“ die Mailänder Oper über Jahrzehnte prägte.